# Дымково (Верхошижемский район)
Дымково — упразднённая в 2007 году деревня в Верхошижемском районе Кировской области России. На год упразднения входила в состав Верхолиповского сельского округа, после его упразднения находится на территории Верхошижемского городского поселения. Административный центр упразднённого Дымковского сельсовета.

## География
Деревня находилась в центральной части региона, в подзоне южной тайги, у реки Потанка.
Абсолютная высота — 154 метра над уровнем моря.

### Географическое положение
В радиусе трёх километров:
- д. Петровцы (↓ 1.7 км)
- д. Дворища (↑ 1.7 км)
- д. Душкины (↙ 1.9 км)
- д. Мулы (→ 2.5 км)
- д. Гремец (→ 2.5 км)
- д. Тормозы (↙ 2.8 км)

## Климат
Климат характеризуется как умеренно континентальный, с продолжительной снежной зимой и тёплым летом. Среднегодовая температура — 1,5 °C. Средняя температура воздуха самого холодного месяца (января) составляет −14,2 °C (абсолютный минимум — −45 °С); самого тёплого месяца (июля) — 17,8 °C (абсолютный максимум — 36 °С). Безморозный период длится в течение 122 дней. Годовое количество атмосферных осадков — 713 мм, из которых 441 мм выпадает в период с мая по октябрь. Снежный покров держится в течение 165 дней.

## История
1‑я ревизия (1719‑21) зафиксировала деревню Дымковская (Сибирская губерния, Вятская провинция, Хлыновский дистрикт, Домовые Архиерейские вотчины, Касинская и Верхошижемская вотчины, Касинская вотчина); в нём 31 мужчина (РГАДА 350-2-3816, 1719 г., лист 169 об)..
В 2007 году исключена из учётных данных.

## Население
В 1762 году в деревне Дымковская в 9 дворах проживало 78 человек (ГАКО Ф.237. О.71. д.431.).
К 1950 году в 58 хозяйствах проживали 221 человек (Список населённых пунктов Кировской области, составленные по данным похозяйственных книг на 1 января 1950 года. // ЦГАКО. Ф. 2344. Оп. 27. Ед. хр. 635, л.148).
По данным Всесоюзной переписи населения 1989 года обезлюдевшая деревня (Итоги Всесоюзной переписи населения 1989 года по Кировской области [Текст] : сб. Т. 3. Сельские населенные пункты / Госкомстат РСФСР, Киров. обл. упр. статистики. — Киров:, 1990. — 236 с., С.48).
Согласно результатам переписи 2002 года, проживал один человек (женщина, русская).

## Инфраструктура
Было личное подсобное хозяйство. Работало земское училище.

## Транспорт
«Список населённых мест Вятской губернии 1859—1873 гг.» описывал деревню Дымковская как стоящий «по левую сторону проселочной дороги (из г. Орлова по направлению к южной границе уезда) от села Истобенского до села Касина».